# Monstropalpus
Monstropalpus is een kevergeslacht uit de familie van de boktorren (Cerambycidae). De wetenschappelijke naam van het geslacht werd voor het eerst geldig gepubliceerd in 1954 door Franz.

## Soorten
Monstropalpus is monotypisch en omvat slechts de volgende soort:
- Monstropalpus helleri (Franz, 1953)